# Riggs Bank

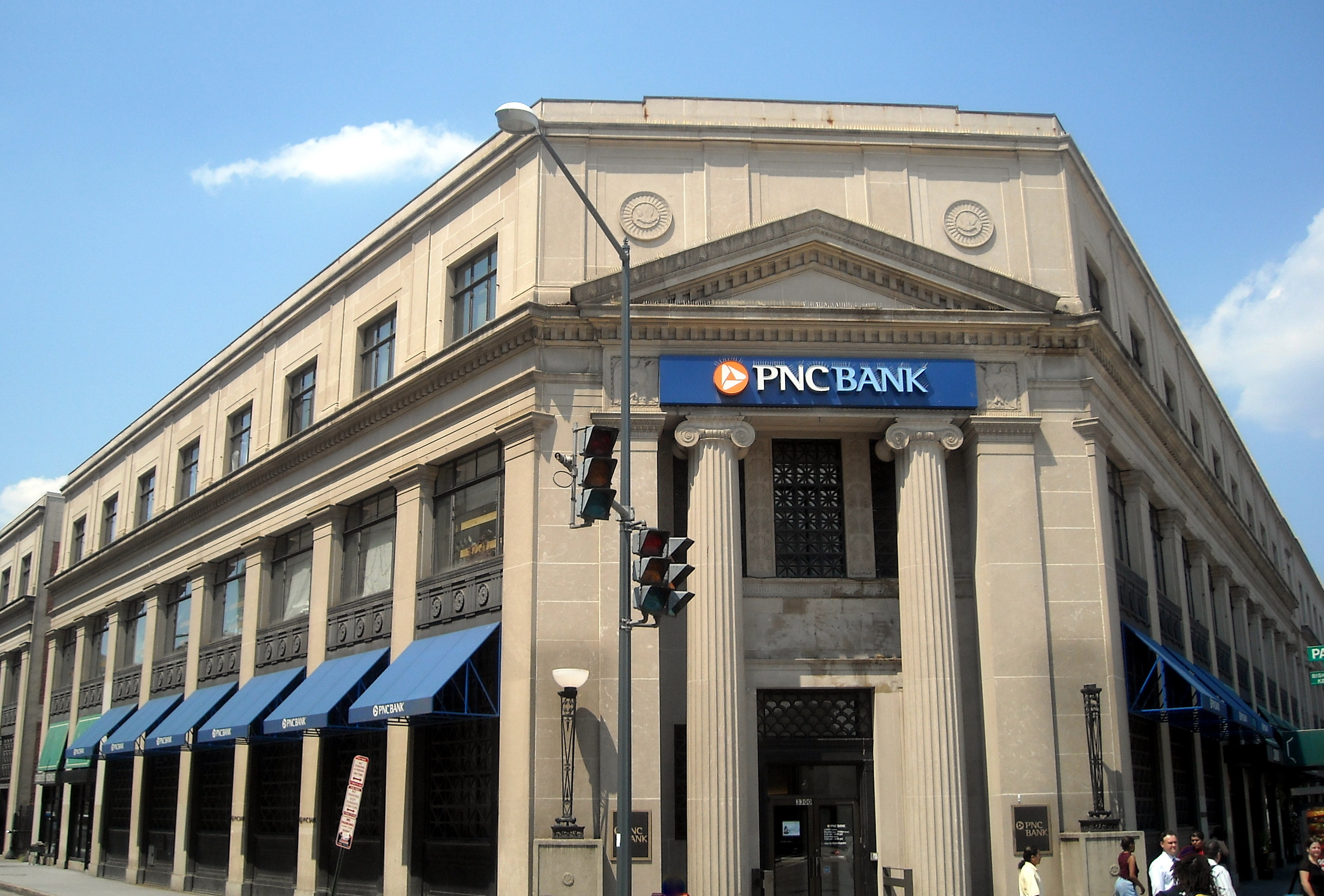
La PNCBank

La Riggs Bank était une banque commerciale située à Washington, mais elle possédait des bureaux partout dans le monde. La Riggs Bank a été contrôlée par la famille Albritton depuis les années 1980, mais ils ont perdu le contrôle après divers scandales et des problèmes de gestion. Le 16 mai 2005, la banque a fusionné avec PNC Financial Services.

## Histoire
La première Riggs Bank a été créée en 1836 lorsque William Wilson Corcoran a ouvert une petite maison de courtage. En 1840, Corcoran et George Washington Riggs, le fils d'un voisin, ont formé Corcoran & Riggs, qui a offert des services de dépôt. La banque a obtenu un coup de pouce majeur en 1844, lorsque le gouvernement américain a reconnu Corcoran & Riggs comme seul dépositaire fédéral à Washington. Corcoran & Riggs a financé Samuel Morse pour l'invention du télégraphe en 1845. La banque a également prêté 16 millions de dollars au gouvernement américain pour payer la guerre américano-mexicaine en 1847 et en 1868, a fourni 7,2 millions de dollars en or pour l'achat de l'Alaska. D'autres financements notables incluent la première expédition de Robert Peary au pôle Nord et l'extension du Capitole dans les années 1860.
En 1854, Corcoran part à la retraite et George Washington Riggs en prend alors la direction, entraînant un changement de nom pour la banque en Riggs & Co. Après avoir accepté une charte de gouvernement la Riggs National Bank est née en 1896. En 1900, la Riggs Bank était deux fois plus grande que n'importe quelle autre banque de la capitale. En 1909, le président de Riggs Bank a officiellement présenté au Congrès américain, un plan de redressement économique. Beaucoup de réformes financières ont été réalisées à la suite de ce plan, y compris la création de la Réserve fédérale en 1913.
Tout au long du début du XXe siècle, la banque a continué à prospérer. Pendant la Première Guerre mondiale, la Riggs National Bank a participé au financement de l'effort de guerre. Après la guerre dans les années 1920, la banque a mis en place un nouveau système de dépôt d'épargne en raison du grand boom de dépôts au cours de la décennie précédente. Tout au long de la Grande Dépression, le directeur de la Riggs Bank, Robert V. Fleming, a également agi en tant que conseiller du président Franklin D. Roosevelt. Pendant que toutes ces choses se produisaient, la banque a également élargi stratégiquement sa clientèle par l'ouverture de succursales dans différents coins de Washington.
Dès le début du XXe siècle, la banque a lancé un projet et réussi à se faire connaître en tant que banque d'ambassades et des diplomates, et en 1950, la plupart des ambassades à Washington étaient clientes. De nombreuses branches se sont ensuite ouvertes pour les ambassades à Washington et à Londres.
Au long de son histoire, la Riggs Bank a servi de nombreuses personnalités notables. Vingt-trois présidents américains et leurs familles dont Martin Van Buren, John Tyler, Abraham Lincoln, Ulysses S. Grant, Dwight D. Eisenhower et Richard Nixon. Mais également les sénateurs Henry Clay, John C. Calhoun et Daniel Webster, le président confédéré Jefferson Davis, le fondateur de la Croix-Rouge américaine Clara Barton, Susan B. Anthony et les généraux William Tecumseh Sherman et Douglas MacArthur.

## Scandales

### Les transferts de fonds saoudiens
Au milieu des années 1970, les membres de la famille royale saoudienne ouvrent des comptes secrets à la banque Riggs à Washington s'élevant à des dizaines de millions de dollars, cet argent a été utilisé par le prétendu « Safari Club » pour exécuter des opérations de renseignement à un moment où le renseignement américain était paralysé par des enquêtes à la suite du Watergate.
Un Saoudien nommé Omar al-Bayoumi a ouvert des comptes bancaires pour deux des pirates de l'air des attentats du 11 septembre 2001. Environ deux semaines après leur création, la femme de al-Bayoumi a commencé à recevoir des paiements mensuels totalisant des dizaines de milliers de dollars de la princesse Haifa bint Faisal, l'épouse de l'ambassadeur d'Arabie.
Lors de la découverte de ces opérations, le FBI a commencé à enquêter sur la banque pour possible blanchiment d'argent et financement du terrorisme. Plusieurs comptes saoudiens ont été découverts présentant des irrégularités financières, y compris un manque de vérification des antécédents requis et défaut d'alerte des organismes de réglementation pour les grandes transactions, en violation des lois bancaires fédérales.
Beaucoup de ces transactions ont personnellement impliqué le prince Bandar, qui transférait souvent plus de 1 million de dollars à la fois. Selon l'enquête britannique, rapportée par The Guardian, Bandar aurait reçu plus de 1,5 milliard de dollars en pots-de-vin de BAE Systems, blanchis par la Riggs Bank.

### Les fonds gelés de Pinochet
Augusto Pinochet, l'ancien dictateur du Chili, avait été largement accusé de corruption dès sa prise de pouvoir en 1973, de ventes d'armes illégales et de détournements de fonds. À partir de 1981, Pinochet cache une fortune de 20 millions de dollars sur une centaine de comptes, créés sous différents pseudonymes. Arrêté en 1998 en Grande-Bretagne pour une éventuelle extradition vers l'Espagne, ses comptes ont été gelés par ordonnances des tribunaux. Un rapport du Sénat américain a révélé que les dirigeants de la Riggs Bank ont aidé Pinochet pour cacher des millions de dollars. En utilisant des sociétés fictives et dissimulant des comptes aux organismes de réglementation fédéraux, la Riggs Bank a permis illégalement à Pinochet de conserver l'accès à une grande partie de sa fortune.
Le rapport du Sénat a également indiqué que les régulateurs ont fait preuve de négligence dans la tenue des comptes de la banque. Bien que les comptes de Pinochet à la Riggs Bank aient été signalés aux États-Unis et qu'une grande partie n'ait pas été déclarée aux organismes de réglementation, ces mêmes régulateurs n'ont jamais fait l'effort d'enquêter
La divulgation de la Riggs Bank a relancé l'affaire contre le général Pinochet, et une décision qu'il n'était pas mentalement apte à subir son procès a été annulée quand il a été prouvé que le général avait lui-même orchestré certaines de ses énormes transactions. En 2004, dans l'attente de son procès pour crimes contre l'humanité, les allégations d'incompétence mentale et physique ont été infirmées. Pinochet est mort en 2006 avant d'être jugé. Toutefois, en septembre 2007, la veuve de Pinochet et ses cinq enfants ont été inculpés par un tribunal chilien et accusés notamment de détournement de fonds.

### Fonds équatoguinéens
En juillet 2004, le Sénat américain a publié une enquête sur la Riggs Bank, auprès de laquelle la plupart des recettes pétrolières de la Guinée équatoriale ont été versées jusqu'à cette date. Cela montre que les comptes basés à l'ambassade des États-Unis en Guinée équatoriale ont été utilisés pour des retraits sans en informer correctement les autorités fédérales. Au moins 35 millions de dollars ont été détournés par le dictateur de longue date de la Guinée équatoriale, Teodoro Obiang Nguema Mbasogo, sa famille et les hauts responsables de son régime. Simon Kareri, l'employé de la Riggs Bank chargé de la Guinée équatoriale et d'autres comptes, est accusé de blanchiment d'argent. En tant que gestionnaire de compte, il est allégué qu'il a créé une société au nom de sa femme, et détourné des fonds sur ce compte.
Dans cette audience, on a demandé au président de la Riggs Bank pourquoi la banque entrerait volontiers dans un arrangement d'affaires avec le dictateur de la Guinée équatoriale, un homme qui exerce volontairement son emprise sur son peuple avec des démonstrations d'assassinats et de torture à la télévision. Dans une copie de la correspondance au président Mbasogo, la lettre, a « remercié le président pour sa création de plusieurs comptes bancaires, et a encouragé une relation de travail pour aider à établir et assurer le règne stable de son pays… ».

### Répercussions

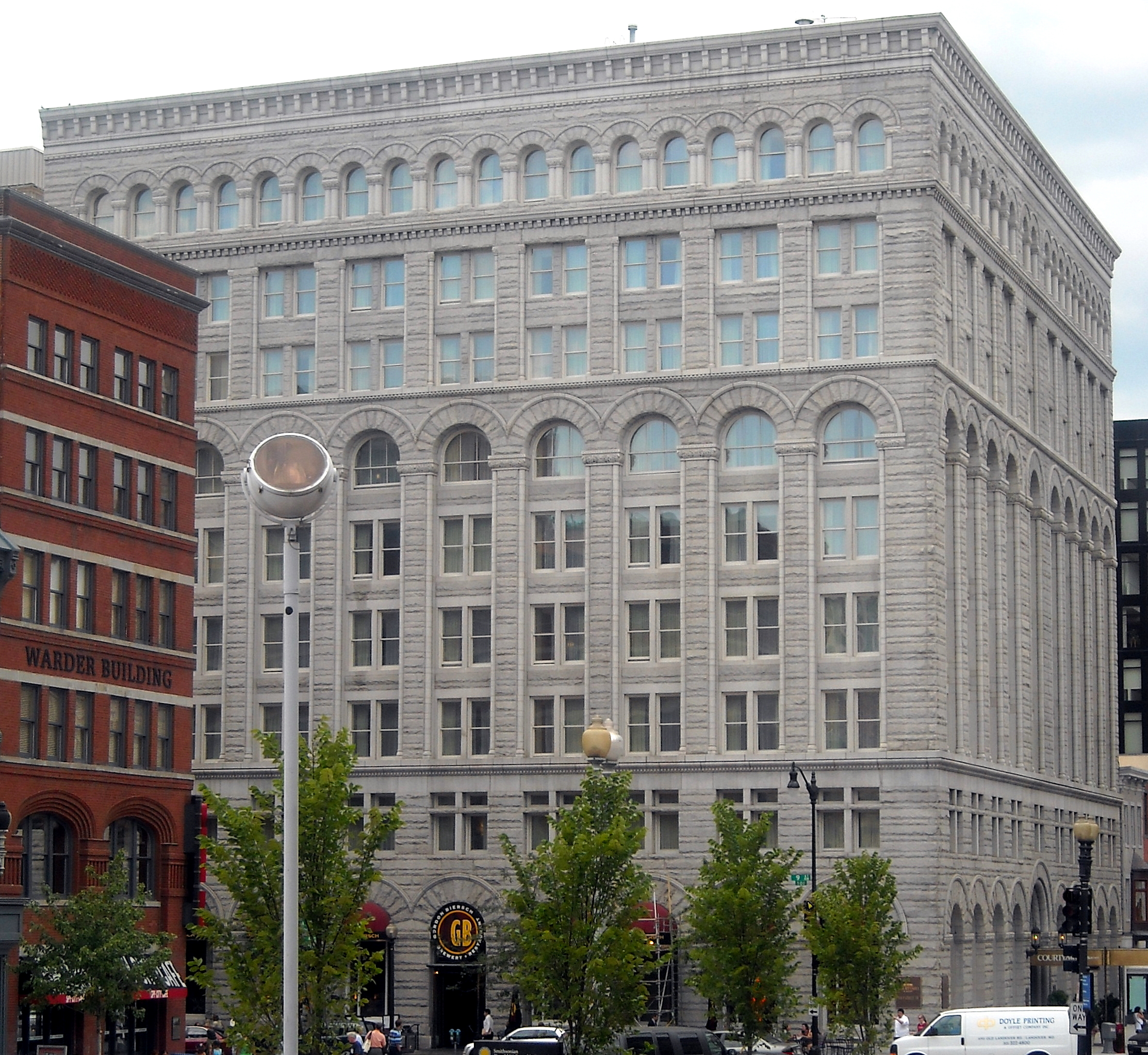
L'ancien édifice de la Banque Riggs, Courtyard by Marriott Washington Convention Center Hotel

Riggs Bank a reçu une amende de 25 millions de dollars en mai 2004 par le Bureau du contrôleur de la monnaie et de la Financial Crimes Enforcement Network pour violation des lois de blanchiment d'argent. Une longue enquête du ministère de la Justice a été faite rapidement en février 2005, avec la Riggs Bank qui a plaidé coupable et a payé une amende de 16 millions de dollars pour des violations de la U.S. Bank Secrecy Act après un article signalé le 31 décembre 2004 dans le Wall Street Journal, que la Riggs Bank avait des liens étroits avec la CIA. Toujours en février 2005, la banque et la famille Albritton ont accepté de verser 9 millions de dollars aux victimes de Pinochet pour avoir dissimulé et facilité illégalement la circulation de l'argent de Pinochet en Grande-Bretagne. Aucun paiement similaire n’a été fait à l'égard de la Guinée équatoriale. Le Congrès est amené à considérer la formation d'un organisme unique avec une plus grande autorité pour faire respecter la législation contre le blanchiment d'argent et les lois relatives au contrôle des changes. Daniel E. Stipano, vice-conseiller en chef pour le Bureau du contrôleur de la monnaie, a déclaré: « Ce qui s'est passé avec la Riggs Bank est inacceptable. Cela ne peut pas être répété ».
La Riggs Bank et ses dirigeants ont nié toute malversation, même si certains dirigeants peuvent maintenant faire face à des procès criminels. Les membres de la famille Albritton ont démissionné du conseil de la banque. Le 10 février 2005, la PNC Financial Services a convenu d'acquérir la Riggs Bank, et le 16 mai 2005, le nom de Riggs Bank a été retiré pour devenir PNC Bank.

## Sources